# لوکاس بانگاس
لوکاس بانگاس (انگلیسی: Lucas Banegas؛ زادهٔ ۱۸ دسامبر ۱۹۷۹) بازیکن فوتبال اهل آرژانتین است.